# Фізіологічна регенерація
Фізіологі́чна регенера́ція — процес постійного відновлення клітин багатоклітинного організму, у процесі нормальної життєдіяльності. Особливо інтенсивно ці процеси проходять для клітин крові та епідермальних структур (епідерміс, волосся, нігті).
Відбувається протягом усього життя організму і характеризується оновленням клітин слизових, серозних оболонок, внутрішніх органів, різних тканин, залежно від зміни умов їх існування в процесі виконання тих або інших функцій.